# Adem Bereket
Adem Bereket (n. 19 iulie 1973, Q4248904⁠(d), RSFS Rusă, URSS) este un luptător ce a reprezentat Rusia, medaliat olimpic. A participat la o ediție a Jocurilor Olimpice (2000) în care a câștigat o medalie de bronz.

## Participări
Lista de mai jos prezintă principalele competiții la care a participat Adem Bereket de-a lungul carierei.
- wrestling at the 2000 Summer Olympics – men's freestyle 76 kg[*]